# Шарков, Василий Иванович
Василий Иванович Шарков (1907—1974) — профессор, доктор технических наук, заведующий кафедрой гидролизных производств ЛЛТА и заместитель директора Всесоюзного научно-исследовательского института гидролизной и сульфитно-спиртовой промышленности (ВНИИГС). Ректор ЛЛТА (1964—1974).

## Биография
В 1931 году избран заведующим вновь созданной кафедры «Гидролиз древесины» Ленинградской лесотехнической академии. С 1941 года работал заместителем директора по научной работе Всесоюзного научно-исследовательского института гидролизной и сульфитно-спиртовой промышленности. В 1955 году назначен директором этого же института, в должности которого находился до 1964 года. С 1964 по 1973 год работал ректором ЛЛТА. Он предложил использовать пищевую целлюлозу (из древесных отходов) как структурную добавку к хлебу. Кроме того, предложил организовать цеха по производству белковых дрожжей из непищевого сахара, получаемого в результате переработки опилок. Открытие гидроцеллюлозы и её потенциала было сделано им в середине 1930-х годов.
В 1942 году его эвакуировали в Свердловск, куда перевели и ЛЛТА. Она вошла в состав Уральского лесотехнического института, а Шарков стал заведовать кафедрой гидролиза древесины. Под его руководством в Свердловске на Уралмашзаводе начала работать производственная установка, рассчитанная на ежедневный выпуск 500 кг дрожжей.
Умер в 1974 году. Похоронен в Ленинграде на Серафимовском кладбище.

## Признание
- орден «Знак Почёта»
- орден Трудового Красного Знамени (1942)[2].
- Сталинская премия третьей степени (1946)— за разработку и внедрение в промышленность нового метода производства этилового спирта из древесины
- медали

## Труды
Основной источник
- Производство пищевых дрожжей из древесины на установках малой мощности в Ленинграде. (1941—1942), Москва : Гослестехиздат, 1943.
- Гидролизное производство: Допущ. ВКВШ при СНК СССР в качестве учеб. пособия для втузов, Москва : Гослестехиздат, 1945—1950.
- Химия вискозы, Ленинград : Химтеорет, 1935.
- Количественный химический анализ растительного сырья / В. И. Шарков, Н. И. Куйбина, Ю. П. Соловьева. Москва : Лесная промышленность, 1968.